# 让我再看你一眼
《让我再看你一眼》是中国音乐人郭峰创作的歌曲。该歌曲是郭峰的代表作之一，词曲均由郭峰创作。该歌曲最初发表于郭峰1984年发行的郭峰个人专辑《心潮》，后被被朱桦、田震和韦唯等多位歌手演唱。该歌曲也是韦唯的出道歌曲和代表演唱作品。1986年，在中国中央电视台举办的第二届“全国青年歌手电视大奖赛”上，韦唯凭借演唱该歌曲获专业组通俗唱法二等奖，自此该歌曲在中国国内广为流行。1987年，韦唯凭借演唱该歌曲和郭峰创作的另一首歌曲《心中的星》，获得波兰索波特国际音乐节（Sopot International Song Festival）演唱特别奖。

## 歌曲分析[2]
歌曲结构简单，情感真挚。单二部的曲式结构分为 A、B 两段。A段是一个2+2+2+2结构的乐段，旋律平稳向上进行，两段歌词基于旋律变化重现的方式吟唱，描述分离的情景、道出不舍的心境，为B段的情绪爆发做铺垫。B段是一个4+4的两句体重复型方整结构的收拢性乐段，主旋律的反复进行中将歌曲的情绪推向高潮；通过对“让我再看你一眼”乐句的反复强调，建立了歌曲的主要记忆点，从而引导听者产生共鸣。

## 专辑收录
| 序号                                                           | 收录专辑                   | 专辑类型*                  | 发行年份 | 演唱歌手 | 备注 |
| -------------------------------------------------------------- | -------------------------- | -------------------------- | -------- | -------- | ---- |
| 01                                                             | 《心潮》                   | 郭峰演唱作品录音室专辑     | 1984     | 郭峰     |      |
| 02                                                             | 《星新星》                 | 郭峰创作作品录音室专辑     | 1985     | 朱桦     |      |
| 03                                                             | 《真诚与爱》               | 郭峰创作作品录音室专辑     | 1986     | 田震     |      |
| 04                                                             | 《爱的世界》               | 郭峰创作作品演唱会现场专辑 | 1988     | 韦唯     |      |
| 05                                                             | 《流行天地 中录10年金曲2》 | 群星录音室合辑             | 1990     | 田震     |      |
| 06                                                             | 《中国通俗歌曲集锦1》      | 群星录音室合辑             | 1992     | 田震     |      |
| 07                                                             | 《韦唯金曲精选》           | 韦唯演唱作品精选辑         | 1996     | 韦唯     |      |
| 08                                                             | 《辉煌郭峰1981－1996》     | 郭峰创作作品精选辑         | 1996     | 朱桦     |      |
| 09                                                             | 《97郭峰精选》             | 郭峰演唱作品精选辑         | 1997     | 郭峰     |      |
| 10                                                             | 《20世纪中华歌坛名人》     | 郭峰演唱作品精选辑         | 1999     | 郭峰     |      |
| 11                                                             | 《奉献》                   | 韦唯演唱录音室专辑         | 1999     | 韦唯     |      |
| 12                                                             | 《甘心情愿》               | 郭峰演唱录音室专辑         | 1999     | 郭峰     |      |
| 13                                                             | 《郭峰经典1980－2000》     | 郭峰创作作品精选辑         | 2002     | 郭峰     |      |
| 14                                                             | 《大牌遇见好声音 第七期》  | 群星现场合辑               | 2013     | 朱桦     |      |
| 15                                                             | 《郭峰LIVE现场演唱会》     | 郭峰演唱会现场专辑         | 2018     | 郭峰     |      |
| * 郭峰创作作品不一定由其自己演唱，但是其演唱作品均为自己创作。 |                            |                            |          |          |      |

## 相关

### 重要演出
- 1986年9月，韦唯在由中国中央电视台举办的第二届“全国青年歌手电视大奖赛”上演唱了《让我再看你一眼》。[5]
- 1987年，朱桦在“第二届百名歌星演唱会”慈善音乐会上演唱了《让我再看你一眼》。[14][15]
- 1987年8月20日，韦唯在得波兰索波特国际音乐节（Sopot International Song Festival）上演唱了《让我再看你一眼》。[11][12][13]

### 相关奖项
- 1986年9月，在中国中央电视台举办的第二届“全国青年歌手电视大奖赛”上，韦唯凭借演唱《让我再看你一眼》获专业组通俗唱法二等奖[5][10]。
- 1987年8月20日，韦唯凭借演唱《让我再看你一眼》和同为郭峰创作的歌曲《心中的星》，获得波兰索波特国际音乐节演唱特别奖。[11][12][13]

### 歌曲使用
- 《让我再看你一眼》是1985年发行的由郭峰担任音乐制作的电影《大明星》的主题曲。[10][16][17]